# Castor 4AXL
Castor 4AXL é um foguete estadunidense fabricado pela Thiokol e usado como acelerador ou primeiro estágio em alguns foguetes.
O Castor 4AXL foi testado pela primeira vez em maio de 1992 e realizou seu primeiro voo em 2001.